# Ocenebra minirosea
Ocenebra minirosea är en snäckart som beskrevs av Abbott 1954. Ocenebra minirosea ingår i släktet Ocenebra och familjen purpursnäckor. Inga underarter finns listade i Catalogue of Life.